# Route du fleuve (Guyane)
La Route du fleuve située en Guyane est une route reliant actuellement Saint Laurent du Maroni à Apatou. On la nomme aussi la future Route Nationale 5 de la Guyane.
Après de nombreuses années de travaux elle a été inaugurée début 2010.
Le coût de la route de Saint-Laurent-du-Maroni à Apatou fut de 58 millions d'euros pour une longueur de 54 kilomètres[réf. à confirmer], financé pour plus de 90 % par la région Guyane, le reste étant financé par le FEDER. Elle permet de faire la liaison entre Apatou et Saint-Laurent-du-Maroni en environ 45 minutes alors qu'il fallait compter 4 heures de pirogue auparavant, ce qui permet aux lycéens scolarisés à Saint-Laurent de ne plus être scolarisé en internat.

## Histoire
- Décembre 2000 : Adoption du Schéma d'Aménagement Régional (SAR).
- 2001 : Étude préliminaire précisant les enjeux et les fuseaux de passage.
- 27/04/2001 : Choix définitif du tracé proche du fleuve.
- 18/12/2001 : Inscription au budget régional.
- 2004 : Lancement des travaux de terrassement, d'assainissement, de Saint-Laurent-du-Maroni et Apatou.
- début 2010 : ouverture de la route jusqu'à Apatou.
- 09/03/2010 : Arrêté préfectoral portant limitation de vitesse à 70 km/h de la liaison Saint-Laurent - Apatou dans l'attente d’éclaircir le statut juridique de la voie.
- 2014 : Lors de la fusion entre le conseil général de Guyane et la Région Guyane, la liaison Saint-Laurent - Apatou est devenu une route départementale.

## Tracé

### Route existante en 2019
- Saint-Laurent-du-Maroni
- Saint-Jean D11
- Route du Plateau des Mines
- Tronc commun avec la Route du Plateau des Mines.
- Plateau des Mines (Route du Plateau des Mines)
- Crique des Cascades
- Clémencin
- Crique Bon Secours
- Crique Deuxième Saut
- Rivière Crique Serpent
- Rivière Crique Bastien
- Sparouine
- Rivière Crique Sparouine
- Apatou (entrée sur le territoire de la commune).
- Rivière Crique Ponta
- Meyman
- Rivière Crique Sakoura
- Rivière Crique Apatou
- Route sortie sud d'Apatou.

### Route future
Cette route sera un jour prolongée au sud d'Apatou jusqu'à la commune de Maripasoula via Providence, les communes de Grand-Santi et de Papaïchton.

#### Tronçon sud dePapaïchtonàMaripasoula
A l'extrême sud, une piste en terre d'environ 32 km, située en pleine forêt, a été aménagée pour permettre de relier par voie terrestre Maripasoula à Papaichton (jusqu'au site de Loka / Agode). 
Depuis août 2020, cette piste est transformée en véritable route recouverte de gravel seal (gravats concassés), ce qui permettra au poids lourds de plusieurs tonnes d'emprunter la voie. Le coût de ces travaux — qui devraient être terminés en 2022 — est estimé à plus de 32 millions d'euros.
Enfin, dans un avenir encore plus lointain, cette route sera prolongée au sud de Maripasoula jusqu'à Kayodé.